# María Seoane
María Seoane (25 tháng 1 năm 1948  –  27 tháng 12 năm 2023) là một nhà kinh tế, nhà báo và nhà văn người Argentina, sau đó đã chuyển sang tham gia vào điện ảnh. Bà đã giành được nhiều giải thưởng và xuất bản tám cuốn sách về các vấn đề chính trị trong lịch sử Argentina. Bà là giám đốc của LRA Radio Nacional từ năm 2009 cho đến khi từ chức vào ngày 21 tháng 12 năm 2015.

## Nghề nghiệp
María Seoane có bằng Kinh tế tại Đại học Buenos Aires.
Bà đã trải qua các chức vụ: Biên tập viên chính trị quốc gia của tạp chí El periodista de Buenos Aires (1985-1989); Biên tập viên chính trị quốc gia của tờ Sur (1989 Công1990); Tổng biên tập của bộ phận người Argentina của tạp chí Noticias (1992-1994); Phó thư ký biên tập chính trị quốc gia (từ 1994); * Giám đốc tờ báo Clarín - phụ san Zona (1998)
Bà đã viết bài cho các báo chí: Tạp chí Mexico Di; Báo Mexico Uno Más Uno và El Universal; Tạp chí Nueva Sociedad của Torino.

## Học thuật
Seoane là giáo sư trong chương trình Thạc sĩ Báo chí của Chủ tịch Nghiên cứu Báo chí tại Đại học San Andrés (Buenos Aires) và Đại học Columbia (Hoa Kỳ).
Bà là một nhà tư vấn OAS, và đã chuẩn bị các báo cáo về quyền tự do ngôn luận cho Ủy ban Nhân quyền Liên Mỹ.

## Quân đội
Năm 1990, bà gia nhập nhóm tuyển chọn của Hội Nhà báo.
Năm 2002, bà đã ký một yêu cầu từ Hội Nhà báo chỉ trích việc giam giữ Ernestina Herrera de Noble của dismissal of Judge Roberto Marquevich, do cáo buộc chiếm đoạt hai đứa con của những người mất tích.
Trong chính phủ của Néstor Kirchner, bà là giám đốc của tạp chí Caras y Caretas. Năm 2009, dưới thời Cristina Fernández, bà trở thành Giám đốc điều hành của LRA Radio Nacional. Bà đã từ chức này vào ngày 21 tháng 12 năm 2015.
Bà là thành viên của nhóm COMUNA, ủng hộ truyền thông dân chủ.

## Phim ảnh
Cuốn sách đầu tiên của Seoane, The Night of P Pencil (La noche de los lápices), đã được chuyển thể thành bộ phim cùng tên của đạo diễn người Argentina Héctor Olivera.
Bà đã chuyển sang làm đạo diễn với bộ phim tài liệu Gelbard, historia secreta del último burgués nacional (cùng với Carlos Castro, 2006), về cựu Bộ trưởng Kinh tế Jose Ber Gelbard.
Bà cũng từng đạo diễn bộ phim hoạt hình Eva từ Argentina năm 2011, tập trung vào các nhân vật lịch sử Eva Perón và Rodolfo Walsh.